# Petrouchka, journal d'une chorégraphie
Pour plus de détails, voir Fiche technique et Distribution.
Petrouchka, journal d'une chorégraphie est un téléfilm français écrit, réalisé et produit par Dominique Delouche en 1981, sorti en 1982.

## Synopsis
John Neumeier, directeur de ballet à l'Opéra d'État de Hambourg répète Petrouchka d'Igor Stravinsky avec Patrick Dupond, danseur étoile de l'Opéra de Paris.

## Distribution
- Patrick Dupond, danseur étoile de l'Opéra de Paris, dans le rôle de l'Esclave
- John Neumeier, directeur de ballet à l'Opéra d'État de Hambourg, dans le rôle du Maître
- Bernard Ringeissen, pianiste

## Fiche technique
- Titre : Petrouchka, journal d'une chorégraphie
- Réalisateur : Dominique Delouche
- Scénario : Dominique Delouche
- Directeur de la photographie : Jean-Pierre Lazar
- Musique : ballet Petrouchka d'Igor Stravinski  (1910-1911), dans une réduction pour piano seule signée par le compositeur
- Pianiste : Bernard Ringeissen
- Chorégraphie : John Neumeier
- Producteur : Dominique Delouche
- Montage : Monique Coutel
- Sociétés de production : Les Films du Prieuré, coproduction : Mezzo
- Sociétés de distribution : Les Films du Prieuré (cinéma) / Doriane Films (DVD, 6e DVD du coffret « Etoiles pour l'exemple » sorti le 28 novembre 2011)
- Tournage : aux Studios des Buttes-Chaumont
- Pays d'origine : France
- Genre : documentaire
- Durée : 52 minutes
- Format : couleurs - vidéo
- Date de diffusion :  France 1982

## Autour du film
- Un court métrage de cinq minutes, Pas à pas a été extrait de ce reportage et  tiré sur pellicule 35 mm pour une exploitation en salles. Le réalisateur y a isolé un moment de la répétition de Petrouchka saisissant la quintessence de l'ensemble.